# Urban Ulčar
Urban Ulčar, slovenski veslač, * 11. november 1989.
Ulčar je veslal za VK Bled. Leta 2007 je postal državni prvak v dvojnem dvojcu ter v dvojnem četvercu. Na Mladinskem svetovnem prvenstvu je istega leta v dvojnem četvercu osvojil srebrno medaljo. V četvercu brez krmarja je leta 2008 nastopil na Svetovnem prvenstvu do 23 let.
Po polprofesionalni upokojitvi zaradi šolanja za vojaškega pilota helikopterja je septembra 2016 na Danskem s prijateljem Vitom Galičičem (tudi pilotom) v veteranski kategoriji osvojil zlati odličji v dvojcu in dvojnem dvojcu.